# خوان فاليرا
خوان فاليرا إسبن (بالإسبانية: Juan Valera Espín)‏، من مواليد 21 ديسمبر 1984 في مورسيا في إسبانيا، لاعب كرة قدم إسباني.
بدأ مسيرته الكروية مع نادي بولاس في عام 2000، ولعب معهم حتى عام 2002، وفي عام 2002 انتقل إلى نادي ريال مورسيا، ولعب معهم حتى عام 2005، وشارك معهم في 10 مباريات، ومنذ عام 2005 وهو يلعب مع نادي أتلتيكو مدريد.

## روابط خارجية
- خوان فاليرا على موقع الاتحاد الأوربي (الإنجليزية)
- خوان فاليرا على موقع قاعدة بيانات كرة القدم.إي يو (الإنجليزية)
- خوان فاليرا على موقع Soccerway.com (الإنجليزية)
- خوان فاليرا على موقع كووورة
- خوان فاليرا على موقع AS.com (الإسبانية)